# 政府代表部
政府代表部（せいふだいひょうぶ、英語: Permanent Mission, Permanent Delegation）は、ある国を代表して国際機関や外国等に駐在する機関。
1. 本国を代表して国際連合などの国際機関に駐在する機関。在外公館であり外交使節団。
2. 公式な外交関係が樹立していない外国に駐在する本国を代表する非公式在外機関。外交特権はない。
3. 地方政府が設ける域外駐在機関。外交特権はない。

1を詳述し、2、3も付記する。

## 概要
在外公館のうち大使館や公使館は二国家間で国交が樹立されるときに相互に設置され外交使節として大使や公使が派遣される（場合によっては近隣国に派遣している大使に兼任させる）ものである。政府代表も外交使節ではあるが特定の目的のもとに外国政府と交渉したり国際会議に参加する権限を与えられた使節をいう。
一般には政府代表部は1又は複数の国際機関に対して政府代表が派遣される場合に、その国際機関の所在地に置かれるものをいうことが多い。
政府代表部は在外公館長たる特命全権大使を筆頭に、公使、参事官、書記官、理事官等の外交官の他、派遣員（日本の場合は、一般社団法人国際交流サービス協会が派遣するもの）、専門調査員、現地職員（事務職員、窓口係員、警備員、大使公邸管理人等）で構成される（大使館と同じ）。大きな政府代表部（例えば国際連合日本政府代表部）には、大使が複数いるところもある。
政府代表部は、大使館に準じた外交特権を有する（詳細は外交特権の項参照）。

## 主要国の政府代表部

### 日本政府代表部
日本の場合には、正式には「○○日本政府代表部」と呼称し、「代表部」と略称される。英語表記は、Permanent Mission of Japan to ~, Permanent Delegation of Japan to ~ など。
- 国際連合日本政府代表部[4]
(Permanent Mission of Japan to the United Nations)
国連に対して置かれたもの。米国・ニューヨークに所在。略称：国連代[5]。
- 国際連合教育科学文化機関日本政府代表部[6]
(Permanent Delegation of Japan to the United Nations Educational Scientific and Cultural Organization)
国際連合教育科学文化機関（ユネスコ）に対して置かれたもの。フランス・パリ所在。略称：ユネスコ代、UNESCO代[5]。
- 国際民間航空機関日本政府代表部[7]
(Delegation of Japan to the International Civil Aviation Organization)
国際民間航空機関（ICAO）に対して置かれたもの。カナダ・モントリオール所在。駐カナダ大使が本代表部の大使を兼任するが、カナダ大使館はオタワに所在するため、別途理事会代表が置かれている[8]。
- 在ウィーン国際機関日本政府代表部[9]
(Permanent Mission of Japan to the International Organizations in Vienna)
オーストリア・ウィーンにある各種国際機関に対してまとめて置かれたもの。国際原子力機関（IAEA）、ワッセナー・アレンジメント（WA）、原子力供給国グループ（NSG）、包括的核実験禁止条約機関準備委員会（CTBTO）、国連工業開発機関（UNIDO）、国連薬物犯罪事務所（UNODC）、国連宇宙空間平和利用委員会（COPUOS）、国連国際商取引法委員会（UNCITRAL）、国連放射線影響科学委員会（UNSCEAR）に対し、日本政府を代表する。また、弾道ミサイルの拡散に立ち向かうためのハーグ行動規範（HCOC）についても事務を所管している。略称：ウィーン代[5]。
- 在ジュネーブ国際機関日本政府代表部[10]
(Permanent Mission of Japan to the International Organizations in Geneva)
スイス・ジュネーヴにある各種国際機関に対してまとめて置かれたもの。国連人権高等弁務官事務所（OHCHR）、国連難民高等弁務官事務所（UNHCR）、国連貿易開発会議（UNCTAD）、国連エイズ合同計画（UNAIDS）、国連訓練調査研究所（UNITAR）、バーゼル条約事務局（Basel Convention）、世界エイズ・結核・マラリア対策基金（GFATM、グローバルファンド）、国連合同監査団（JIU）、国際労働機関（ILO）、世界保健機関（WHO）、世界知的所有権機関（WIPO）、国際電気通信連合（ITU）、世界気象機関（WMO）、世界貿易機関（WTO）、国際移住機関（IOM）、赤十字国際委員会（ICRC）、国際自然保護連合（IUCN）、世界経済フォーラム（WEF）、列国議会同盟（IPU）に対し、日本政府を代表する。略称：寿府代（じゅふだい）[5]。
- 軍縮会議日本政府代表部[11]
(Delegation of Japan to the Conference on Disarmament)
ジュネーブ軍縮会議（CD）に対して置かれたもの。上記ジュネーヴ代表部と同じ住所にある。略称：軍縮代[5]、軍代[12]。
- 欧州連合日本政府代表部[13]
(Mission of Japan to the European Union)
日本は欧州連合（EU）に加盟していないが、日本政府の対EU外交の窓口として設置されている。ベルギー・ブリュッセル所在。略称：EU代[5]。
- 経済協力開発機構日本政府代表部[14]
(Permanent Delegation of Japan to the Organisation for Economic Co-operation and Development)
経済協力開発機構（OECD）に対して置かれたもの。フランス・パリ所在。略称：OECD代[5]。
- 東南アジア諸国連合日本政府代表部[15]
(Mission of Japan to the Association of Southeast Asian Nations)
日本は東南アジア諸国連合（ASEAN）に加盟していないが、日本政府の対ASEAN外交の窓口として2011年（平成23年）5月26日に設置された[16]。インドネシア・ジャカルタ所在。略称：ASEAN代。
- アフリカ連合日本政府代表部[17]
(Mission of Japan to the African Union)
日本はアフリカ連合（AU）に加盟していないが、日本政府の対アフリカ外交の窓口として設置された。エチオピア・アディスアベバ所在。
- 北大西洋条約機構日本政府代表部
(Mission of Japan to the North Atlantic Treaty Organisation)
日本は北大西洋条約機構（NATO）に加盟していないが、ヨーロッパとの連携を強化して朝鮮民主主義人民共和国へ対抗するため、日本政府の対NATOの窓口として2018年（平成30年）7月1日に設置された[18][19]。当初は在ベルギー日本国大使館の兼館だったが、同大使館の業務が増大したこと等を理由に実館化された[20]。ベルギー・ブリュッセル所在。
- 在ローマ国際機関日本政府代表部[21]
(Permanent Mission of Japan to the International Organizations in Rome)
イタリア共和国ローマに本部を置く国連食糧農業機関（FAO）、国連世界食糧計画（WFP）、国際農業開発基金（IFAD）に対応する日本政府代表部として、食料安全保障等の観点から2024年（令和6年）1月1日に在イタリア日本国大使館（イタリア語版）の兼轄公館として設置された。設置前は在イタリア日本国大使館の専門班が対応していた[21][22]。
- 在ナイロビ国際機関日本政府代表部[23]
(Permanent Mission of Japan to the International Organizations in Nairobi)
ケニア・ナイロビに所在する在ナイロビ国連アフリカ本部(UNON)に対応する日本政府代表部として[24]、2025年（令和7年）1月1日に設置された。所掌する国際機関としては国際連合環境計画（UNEP）及び国際連合人間居住計画（UN-HABITAT）がある。
本代表部の設置以前は、在ケニア日本国大使館の国際機関班が窓口業務を担任していたが、在ナイロビ国連アフリカ本部の拡充に伴い、担当部門を切り離し独立させたものである[25]。

### 欧州連合代表部
欧州連合代表部は欧州連合（EU）共通外交を担う大使館に相当するもので代表部及び代表事務所は世界139カ所に設置されている。

## 政府代表部（非公式）
国交樹立前に政府間で交渉を行う場合に相手国に政府代表部が設置される例もある。例えばインドネシアとマレーシアは国交樹立前に政府代表部を交換していた。分断国家などの当事者同士の場合は連絡事務所を名乗るが実質的に政府代表部と同じである。台湾（中華民国）の場合は中台関係から「台湾」も「国名」も名乗れないため、「台北経済文化代表処」など都市名や政府でないことを意味する語句を付けることを余儀なくされている。

## 政府代表部（地方政府）
また、地方政府が一方的に設置することがある。この場合、外交交渉を中央・連邦政府に代わって行うことが目的ではなく、経済・文化交流や観光・留学促進などの目的で置かれる。バイエルン州、西オーストラリア州、ケベック州、オレゴン州などの州政府が国外に政府代表部を設置している。
日本の地方機関（都道府県）は、多くが「駐在地名+事務所」を名乗るものの業務内容は同様である。「代表部」を名乗るのは鳥取県の1例のみ。